# Антони Марсијал
Антони Жордан Марсијал (фр. Anthony Jordan Martial; Маси, 5. децембар 1995) француски је фудбалер који тренутно наступа за атински АЕК.

## Каријера
Фудбал је почео да тренира у екипи Лез Илија из које је прешао у Олимпик Лион са непуних четрнаест година. У дресу Олимпик Лиона је и дебитовао у сениорској конкуренцији. У Монако је прешао 2013. за обештећење од 6 000 000 евра. Након две сезоне проведене у Монаку 2015. је потписао четворогодишњи уговор са Манчестер јунајтедом, уз могућност продужења уговора за још једну годину. На име обештећења Монако је добио 36 милиона фунти. Уговором је предвиђено да Монако добије и бонусе у случају да Марсијал до истека уговора постигне 25 голова за Манчестер јунајтед у свим такмичењима, одигра 25 утакмица за репрезентацију Француске или добије Фифина златну лопту. У том случају обештећење би могло да достигне и 57,6 милиона фунти. Овим трансфером Марсијал је постао најскупље плаћени играч млађи од 20 година. 
За Манчестер јунајтед је дебитовао 12. септембра 2015 на Олд Трафорду када је у првенственој утакмици против Ливерпула у игру ушао у 65. минуту уместо Хуана Мате. Постигао је гол на свом дебију и поставио коначан резултат од 3:1 за Јунајтед. Тренер Луј ван Гал ге је у стартних једанаест уврстио осам дана касније на гостовању Саутемптону. Марсијал је постигао два гола у победи свог тима од 3:2. Изабран је за најбољег играча месеца септембра у Премијер лиги, трећи најмлађи играч у историји које је то пошло за руком.

## Репрезентација
Марсијал је прошао све млађе репрезентативне селекције своје земље. Са репрезентацијом до 19 година је на Европском првенству 2013. у Литванији стигао до финала у којем су поражени од репрезентације Србије.
За сениорску репрезентацију је дебитовао 4. септембра 2015. у пријатељској утакмици са Португалијом када је у игру ушао 16 минута пре краја утакмице уместо Карима Бенземе. Први пут је био стартер 11. октобра на пријатељској утакмици са репрезентацијом Данске

## Највећи успеси

### Манчестер јунајтед
- ФА куп (1) : 2015/16. (финале 2017/18, 2022/23.)
- Лига куп Енглеске (1) : 2016/17.
- Комјунити шилд (1) : 2016.
- Лига Европе (1) : 2016/17. (финале 2020/21.)

### Француска до 19
- Европско првенство до 19 : финале 2013.

### Француска
- Лига нација (1) : 2020/21.
- Европско првенство : финале 2016.